# August Halm
August Halm (* 26. Oktober 1869 in Großaltdorf in Württemberg; † 1. Februar 1929 in Saalfeld/Saale in Thüringen) war ein deutscher Komponist, Musikschriftsteller und Musikpädagoge.

## Leben
August Halm war dritter Sohn von Hermann Friedrich Halm – eines Pfarrers in Großaltdorf – und Charlotte Auguste Halm geb. Kulmbach. In Tübingen studierte  er evangelische Theologie sowie Komposition bei dem akademische Musikdirektor Emil Kauffmann, über den er Hugo Wolf kennenlernte. Nach seinem theologischen Abschlussexamen war er ein Jahr lang als Pfarrvikar tätig. 1892–1894 studierte Halm an der königlichen Musikakademie in München bei Joseph Rheinberger und Felix von Weingartner. Ab 1910 leitete er den Verein für klassische Kirchenmusik in Heilbronn und gab musikalischen Privatunterricht. Nach der Jahrhundertwende lernte er die Reformpädagogen Hermann Lietz, Martin Luserke, Gustav Wyneken und Paul Geheeb kennen. 1903–1906 war Halm an dem von Lietz gegründeten Landerziehungsheim in Haubinda, 1906–1910 an der Freien Schulgemeinde Wickersdorf tätig. Diese war von einer Gruppe von Reformpädagogen, der u. a. Wyneken und Halm selbst angehörten, gegründet worden. Anschließend leitete Halm die Liedertafel in Ulm. Dort hielt er auch zahlreiche Vorträge. Ab 1920 bis zu seinem Tod 1929 wirkte Halm wieder an der Freien Schulgemeinde Wickersdorf, zeitweilig als Schulleiter. Er war verheiratet mit Hilda Wyneken, einer Schwester von Gustav Wyneken.

## Wirken
Halm verstand sich primär als Komponist. Er verwahrte sich dagegen, seine Kompositionen als sekundär und als Anwendungsbeispiele von Ideen aus seinen Schriften zu sehen, sondern betrachtete sein kompositorisches und musikschriftstellerisches Werk als aus demselben Gedankenkreis erwachsen. Er suchte die von im beschriebene „Kultur der Fuge“ und „Kultur der Sonate“ namentlich in Sinfonien, Konzerten und Orchesterfugen zu verschmelzen, wie es ihm in der Sinfonie Anton Bruckners verwirklicht zu sein schien. Dabei hielt er sich aber von der Klangsprache Bruckners ganz fern. In seiner Klavier- und Kammermusik knüpfte Halm stärker an das frühe 18. Jahrhundert an.
Als Musikschriftsteller war Halm weit erfolgreicher. Im Zentrum seines Denkens steht die erwähnte „idealtypische Geschichtskonstruktion“, die er namentlich in seinem Buch Von zwei Kulturen der Musik entwickelte. Die „Kultur der Fuge“ (die Johann Sebastian Bach verwirklichte) ist die Kultur der Einheitlichkeit, des Themas, auf das in der Fuge grundsätzlich alles Geschehen bezogen ist. Die Sonate (wie sie sich im Werk Beethovens ausgeprägt findet) ist die Form der Gegensätzlichkeit, in der der Gang der Form, der Formprozess durch verschiedene „Phasen“ der Musik hindurch Priorität hat. Eine Synthese beider „Kulturen“ sah Halm in der Sinfonie Anton Bruckners verwirklicht. Die Hoffnung auf ein schulbildendes Potential der Musik Bruckners hat Halm allerdings später aufgegeben. Halm trug maßgeblich dazu bei, die Analyse musikalischer Werke auf ein höheres Niveau zu heben.
Wichtig war für Halm auch die Förderung einer reformpädagogisch orientierten Musikpädagogik. Er schrieb dazu Aufsätze und verfasste Lehrwerke für den Instrumentalunterricht (Violine, Klavier), den er von vornherein als ein „Unterricht in Musik“ verstanden wissen wollte.
Halm war zeitweise auch als Musikkritiker tätig und hinterließ auch ein malerisches Œuvre. Zur „Neuen Musik“ seiner Zeit hatte Halm ein distanziertes Verhältnis.

## August-Halm-Preis
Ein „August-Halm-Preis“ wurde 1989 an Ernest Bour und 1992 an Aloys Kontarsky verliehen. Träger der Verleihung und Stifter des Preises ist die Staatliche Hochschule für Musik Trossingen. Der Preis will durch eine unabhängige Fachjury nominierte Persönlichkeiten auszeichnen, deren Wirken ein ästhetisches Wertbewusstsein fördern hilft.

## Werke

### Kompositionen
- Symphonie in A-Dur
- Symphonie in d-moll für Streichorchester (1910) (Aufnahme beim WDR Köln)
- Konzert in c-moll für Streichorchester (Aufnahme beim WDR Köln)
- Fugen in c-moll, d-moll und F-Fur für Streichorchester (Aufnahme beim WDR Köln)
- Altfranzösische Chansons für einstimmigen und gemischten Chor mit Begleitung des Streichorchesters (Aufnahme beim WDR Köln)
- Sonate in f-Moll für Viola und Klavier
- Drei Sonaten für Klavier und 2 Violinen, Wolfenbüttel 1923
- Suite in D-Dur für Violine, Klavier und Cello, Stuttgart-Leipzig 1919
- Große Suite Nr. 3 in h-Moll
- Sarabande mit Variationen für Klavier
- Quartett in B-Dur

### Schriften
- Harmonielehre. Göschen, Leipzig 1900 (Digitalisat)
- Katalog über die Musik-Codices des 16. und 17. Jahrhunderts auf der Königlichen Landes-Bibliothek in Stuttgart. Beyer & Söhne, Langensalza 1902/03
- Bruckner als Melodiker. In: Der Kunstwart. 17. Heft, 1905, S. 242–247 (Digitalisat)
- Über den Wert der Brucknerschen Musik. In: Die Musik. 6. Jg. Quartal 1, 1907, Bd. 21, S. 27–44 (Digitalisat)
- Unsere Zeit und Beethoven. In: Die Rheinlande. 21, 1911, S. 60–66, doi:10.11588/diglit.26495.20.
- Über die Variation. In: Die Rheinlande. 22, 1912, S. 245–248 (Digitalisat)
- Kleine Aufsätze über Musik. In: Die Rheinlande. 21, 1911
  - 1. Das Ungelebte. S. 392–393, doi:10.11588/diglit.26495.106.
  - 2. Experimente. S. 426–427, doi:10.11588/diglit.26495.119.
- Kleine Aufsätze über Musik. In: Die Rheinlande. 22, 1912
  - 3. Bahnbrecher und Eklektiker; (eine Apostrophe). S. 31–32 (Digitalisat)
  - 4. Vom Mechanischen in der Musik. S. 66–67 (Digitalisat)
  - 5. Von der Dynamik S. 104–105 (Digitalisat)
  - 6. Das Wunder der Oktave. S. 139–141 (Digitalisat)
  - 7. Beethoven; von Paul Bekker. S. 175–178 (Digitalisat)
  - 8. Musikgeschichtliches. S. 212–213 (Digitalisat)
  - 9. Melodie und Kontrapunkt. -  Musikgeschichtliches II. S. 279–282 (Digitalisat)
- Von zwei Kulturen der Musik.  Müller, München 1913 (Digitalisat)
- Beethovens "Szene am Bach". In: Kunstwart und Kulturwart. 27,3 1914. S. 15–18 (Digitalisat)
- Die Symphonie Anton Bruckners. Müller, München 1914 (Digitalisat der Aufl. 1923)
- Richard Wagners Tristan (II). In: Die Rheinlande. 24, 1914. S. 34–35. (Digitalisat)
- Vom Episodischen in Wagners Musikdrama. In: Die Rheinlande. 24, 1914. S. 70–72. (Digitalisat)
- Hektor Berlioz' "Trojaner in Karthago". In: Die Rheinlande. 24, 1914. S. 106–107. (Digitalisat)
- Kleine Aufsätze über Musik. In: Die Rheinlande. 24, 1914
  - Der Stolz der Neuzeit. S. 179–180, doi:10.11588/diglit.26492.50
- Ein Vergleich. In: Die Rheinlande. 24, 1914. S. 258–259 (Digitalisat)
- Aufsätze über Musik. In: Die Rheinlande. 25, 1915
  - Eine vergessene Form. S. 202–205 (Digitalisat)
- Unsere Zeit und Bach. In: Die Rheinlande. 25, 1915. S. 310–311 (Digitalisat)
- Von Grenzen und Ländern in der Musik. Gesammelte Aufsätze. Müller, München 1916 (Digitalisat)
- An die Freunde meiner Musik. In: Die freie Schulgemeinde. 8, 1917/18, Beilage zu H. 1
- Violinübung I. Selbstanzeige. In: Die Rheinlande, 27, 1917. S. 102–103 (Digitalisat)
- Über J. S. Bachs Konzertform. In: Bach-Jahrbuch. 16, 1919. S. 1–44 (Digitalisat)
- Chromatik und Tonalität. In: Neue Musik-Zeitung. 45, 1924, H. 11. S. 270–278 (Digitalisat des Heftes) und 46, 1925, H. 2. S. 44–46 (Digitalisat des Heftes)
- Einführung in die Musik. Deutsche Buchgemeinschaft, Breitkopf & Härtel 1926 (Digitalisat)
- Beethoven. Hesse, Berlin 1927
- Über mein musikalisches Schaffen. In: Neue Musik-Zeitung. 49, 1928, H. 12, S. 371–378 (Digitalisat)
- Über den Wert musikalischer Analysen. In: Die Musik. 21, 1928–29
  - I. Der Fremdkörper im ersten Satz der Eroika. S. 481–484 (Digitalisat)
  - II. Die fausse reprise im ersten Satz der dritten Sinfonie von Anton Bruckner. S. 591–595 (Digitalisat)
- Rationale Musik!. In: Der Kunstwart. 41,1, 1928/29. S. 151–155 (Digitalisat)
- Autor und Publikum. In: Der Kunstwart 42,1, 1929. S. 234–23 (Digitalisat)
- Evolution – Revolution. In: Der Kunstwart. 42,2, 1929. S. 26–29 (Digitalisat)
- Von Form und Sinn der Musik. Gesammelte Aufsätze. Mit einem einführenden Essay hrsg. von Siegfried Schmalzriedt. Breitkopf & Härtel, Wiesbaden 1978
- Klavierübung. Ein Lehrgang des Klavierspiels nach neuen Grundsätzen, zugleich erste Einführung in die Musik (1918/19) (= Quellen zur Musikgeschichte in Baden-Württemberg. Band 2). Kommentiert und eingerichtet von Thomas Kabisch, Linde Großmann und Martin Widmaier. Beeskow 2019.